# Сисеро (Илиноис)
Сисеро (енгл. Cicero) град је у америчкој савезној држави Илиноис. По попису становништва из 2010. у њему је живело 83.891 становника.

## Демографија
Према попису становништва из 2010. у граду је живело 83.891 становника, што је 1.725 (2,0%) становника мање него 2000. године.
| Група             | 2000.          | 2010.          |
| Белци             | 16.787 (19,6%) | 7.696 (9,2%)   |
| Афроамериканци    | 956 (1,1%)     | 3.154 (3,8%)   |
| Азијати           | 828 (1,0%)     | 510 (0,6%)     |
| Хиспаноамериканци | 66.299 (77,4%) | 72.609 (86,6%) |
| Укупно            | 85.616         | 83.891         |